# Luperkal

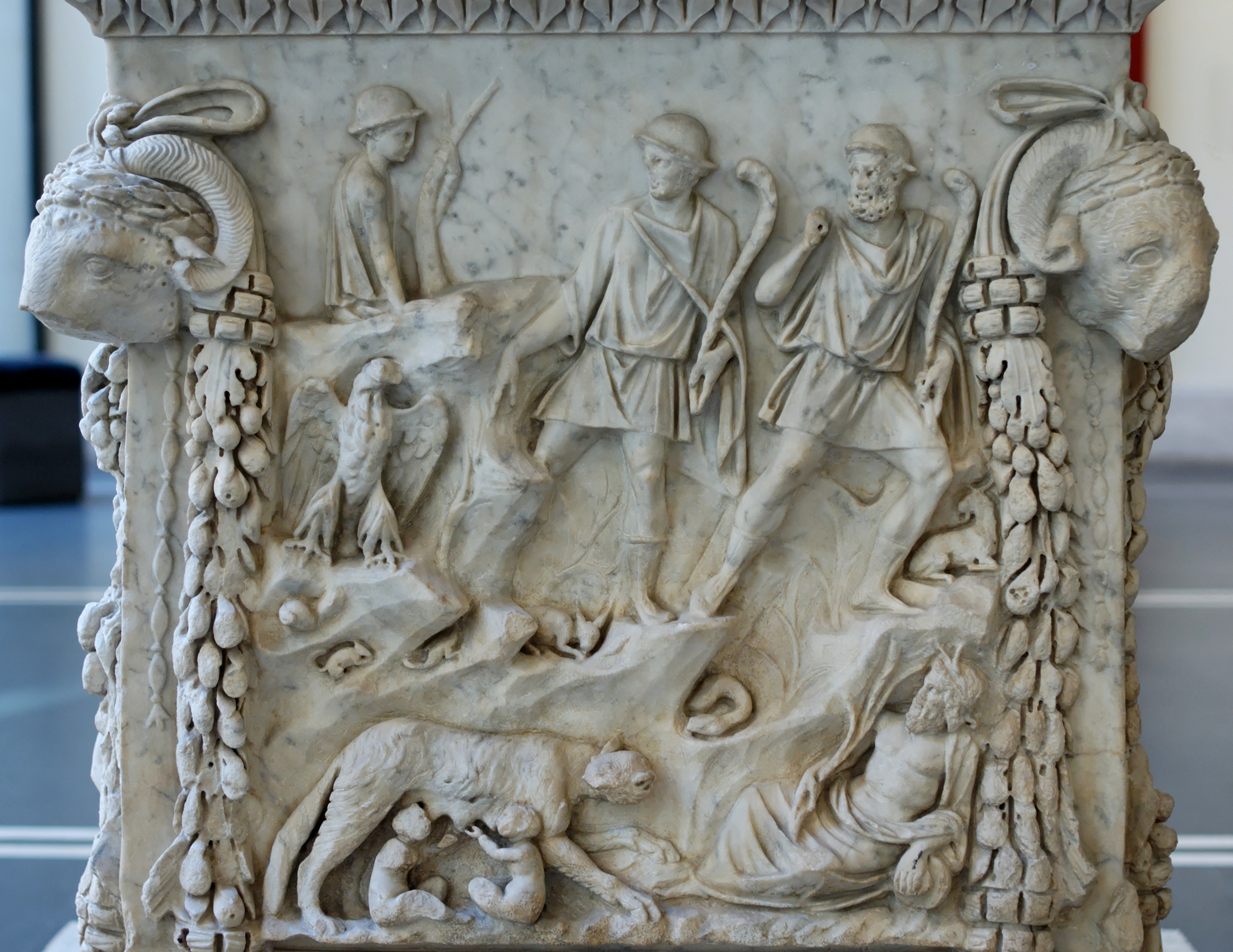
Wyobrażenie groty Luperkal na płycie reliefowej (panelu) tzw. ołtarza Marsa i Wenery z początku II w.: wilczyca (Lupa) karmiąca Romulusa i Remusa w otoczeniu leżącego boga rzeki Tyber (po prawej) i orła czuwającego na Palatynie (z lewej), powyżej pasterze (Faustulus z towarzyszami); scena zwieńczona symbolicznymi aegikranionami

Luperkal (łac. Lupercal od lupus – wilk) – grota, w której według mitologicznej rzymskiej tradycji wilczyca miała wykarmić Romulusa i Remusa, synów Marsa i Rei Sylwii. Później w tamtym miejscu bracia mieli założyć miasto Rzym.
Corocznie podczas świąt Luperkaliów w lutym, w miejscu tym kapłani, zwani luperkami (lupercii) zabijali w ofierze psa i dwie kozy. Obrzęd ten kultywowano do 494 roku n.e.

## Odkrycie
Podczas prac konserwatorskich na Palatynie w styczniu 2007 roku, mających na celu odrestaurowanie siedziby cesarza Augusta, robotnicy natrafili na grotę ozdobioną freskami i motywami muszli. Włoska archeolog Irene Iacopi ogłosiła, iż może to być legendarne miejsce kultu – Luperkal. Przemawiałby za tym fakt, że odnaleziona grota, zgodnie z historycznym przekazem, znajduje się w pobliżu pałaców cesarskich.